# Richard Sukuta-Pasu
Richard Sukuta-Pasu (ur. 24 czerwca 1990 w Wuppertalu) – niemiecki piłkarz pochodzenia kongijskiego występujący na pozycji napastnika w niemieckim klubie Eintracht Hohkeppel. Wychowanek Grün-Weiß Wuppertal, występował również w młodzieżowych drużynach Bayeru 04 Leverkusen. Młodzieżowy reprezentant Niemiec, z kadrą U-19 zdobył mistrzostwo Europy w 2008.

## Sukcesy

### Indywidualne
- Medal Fritza Waltera: Brąz w 2008 (U-18)[a]

### Reprezentacyjne
- Mistrzostwa Europy U-19: 2008